# Kangaroo Route

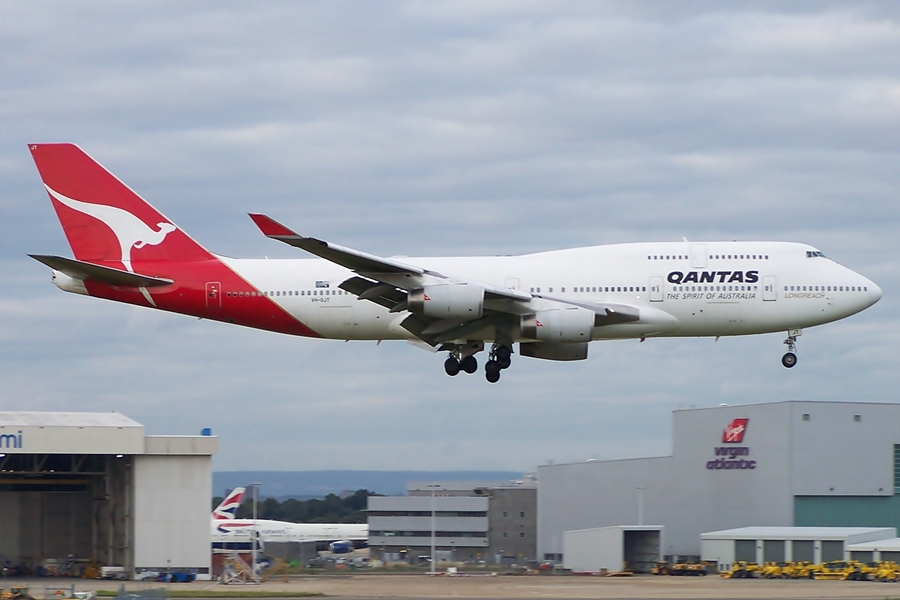
Een Boeing 747 van Qantas met kangoeroe-logo landt op Heathrow in Londen

De Kangaroo Route (kangoeroe-route) verwijst naar de luchtvaartverbindingen van de maatschappij Qantas tussen Australië en het Verenigd Koninkrijk via het Oostelijk halfrond. Het begrip wordt door Qantas ingezet als handelsmerk, hoewel het ook in de media en door concurrerende luchtvaartmaatschappijen gebruikt wordt.
Bij de oprichting van de Kangaroo Route op 1 december 1947 duurde een reis 4 dagen en bevatte 9 tussenstops. Qantas vloog op die dag 29 passagiers en 11 bemanningsleden met een Lockheed Constellation van Sydney naar Londen. Onderweg werden er tussenstops gemaakt in Darwin, Singapore, Calcutta, Karachi, Caïro, en Tripoli.
In 2003 vlogen meer dan 20 luchtvaartmaatschappijen op deze route. Twee maatschappijen bieden rechtstreekse vluchten (met tussenlanding maar zonder overstap) op de Kangaroo Route, namelijk British Airways en Qantas.
Op 11 december 2016 kondigde Qantas aan non-stopvluchten met de Boeing 787 te zullen aanbieden van Perth naar Londen vanaf maart 2018. Deze vlucht legt 14.498 kilometer af en zal ongeveer 17 uur duren. Voor het eerst in de geschiedenis zal hiermee de Kangaroo Route een non-stopvlucht zijn (zonder tussenlanding). Het wordt tevens de eerste non-stoproute tussen Australië en Europa. 